# QE2 (musikalbum)
QE2 är ett musikalbum av den brittiske musikern Mike Oldfield. Oldfield försökte med detta album vara skivbolaget Virgin Records mer tillmötesgående i hopp om att gå med på deras förslag skulle leda till att albumet marknadsfördes bättre, speciellt i USA där några av de föregående albumen inte släppts över huvud taget. Som resultat av detta spelade Oldfield in en cover av Abbas instrumentala låt Arrival från albumet med samma namn. Marknadsföringen blev emellertid inte genomförd så som Oldfield hoppats, och motsättningarna mellan Oldfield och skivbolaget blev större.
På spåret Conflict kan några strofer av Johann Sebastian Bachs Orkestersvit No. 2 i b-moll höras (den del kallad Badinerie).
Oldfield använde på detta album en vocoder (som även kom att användas flitigt på hans nästa album, Five Miles Out).

## Låtlista
1. "Taurus 1" - 10:17
2. "Sheba" - 3:32
3. "Conflict" - 2:48
4. "Arrival" - 2:45
5. "Wonderful Land" - 3:37
6. "Mirage" - 4:39
7. "QE2" - 7:39
8. "Celt" - 3:04
9. "Molly" - 1:13

## Medverkande (urval)
- Mike Oldfield - gitarrer, vocoder, mandolin, banjo, keltisk harpa, bas, keyboard
- Phil Collins - trummor
- Maggie Reilly - sång
- Tim Cross - piano, keyboard
- Mike Freye - afrikanska trummor och timpani